# Я тебя никогда не забуду (фильм, 1983)
«Я тебя никогда не забуду» — советский полнометражный цветной художественный фильм, поставленный на Киностудии «Ленфильм» в 1983 году режиссёром Павлом Кадочниковым.
Премьера фильма в СССР состоялась в феврале 1984 года.

## Сюжет
Чтобы спасти жизнь тяжелораненому солдату, медсестра Полина отдала свою кровь и попала в госпиталь вместе с ним. Там они полюбили друг друга. Вскоре Фёдор ушёл на фронт, попал в плен, в концлагерь. Но он выжил. После окончания Великой Отечественной войны Фёдор вернулся домой и узнал, что здесь какое-то время жила Полина, которая родила от него ребёнка, а потом, так и не дождавшись возвращения Фёдора, уехала. После безуспешных поисков Полины Фёдор женился на другой.

## В главных ролях
- Ирина Малышева — Полина
- Евгений Карельских — Фёдор

## В ролях
- Виктор Шульгин — Пётр Никифорович, отец Фёдора
- Любовь Соколова — Агриппинна Ивановна, мать Фёдора
- Геннадий Нилов — Шустов
- Елена Драпеко — Маша Полунина, медсестра из Сибири
- Анатолий Рудаков — Андрей, брат Маши
- Людмила Купина — Даша, сестра Федора
- Электрина Корнеева — мать Маши Полуниной
- Владимир Татосов — доктор Акопян
- Татьяна Иванова — Катя, жена Фёдора
- Павел Первушин — председатель завкома
- Любовь Малиновская — Кропотова
- Н. Титова — тётя Дуся
- Наташа Кадочникова — Верочка, дочь Полины
- Юля Кадочникова — Галочка, дочь Кати

## В эпизодах
- Николай Гринько — директор детского дома
- Анатолий Столбов — Василий Васильевич, директор школы
- Александр Суснин — Фёдор
- Розалия Котович — заведующая адресным бюро
- Наталия Журавель — Полина Ивановна, фельдшер
- Игорь Боголюбов — Спиридон Васильевич
- Константин Кадочников — точильщик на вокзале
- Тамара Тимофеева — продавщица яблок
- Валерий Захарьев — солдат в госпитале
- Владимир Лосев — раненый в госпитале
- Людмила Ксенофонтова — жена Акопяна
- Николай Федорцов — солдат в госпитале
- Александр Демьяненко — раненый солдат в госпитале с фляжкой в сапоге
- Сергей Власов — офицер с гармошкой
- Гелена Ивлиева — библиотекарь
- К. Карпова
- Элеонора Александрова
- Галина Стеценко — гостья Бочкарёвых
- Павел Кадочников — ведущий (в титрах не указан)

## Съёмочная группа
- Сценарий и постановка — Павла Кадочникова
- Оператор-постановщик — Александр Чиров
- Художник-постановщик — Алексей Федотов
- Композитор — Владислав Кладницкий
- Звукооператор — Евгений Нестеров
- Редактор — Е. Шмидт
- Консультант — генерал майор медицинской службы Иван Дадалов
- Режиссёр — В. Садовников
- Оператор — А. Таборов
- Монтаж — Валентины Нестеровой
- Грим — Б. Соловьёва, Р. Кравченко
- Костюмы — Н. Холмовой
- Комбинированные съёмки:
  - Оператор — Л. Поликашкин
  - Художник — А. Сидоров
- Постановка трюков — Геннадий Макоев
- Исполнители трюков — Б. Никитин, Николай Павлюк
- Русский народный оркестр имени В. В. Андреева Ленинградского телевидения и радио[1]
  - Дирижёр — Виктор Федотов
- Ассистенты:
  - режиссёра — А. Густавсон, Л. Лисаченко, Э. Барбашова
  - оператора — В. Охапкин, Ю. Плешкин
- Художник-декоратор — Владислав Орлов
- Помощник режиссёра — О. Багирова
- Административная группа — В. Васильев, Т. Логинова, В. Ильин, В. Инихов
- Директор картины — Николай Неёлов

## Технические данные
Рабочее название — «Большая любовь».

## Премьеры
Премьера фильма в России: 28.11.1983,
Премьера фильма в Франции: 25.05.2011,
Премьера фильма в США: 27.04.2012,
Премьера фильма в Польше и Южной Корее: 13.05.2005,
Премьера фильма в Японии: 13.08.2011,
Премьера фильма в Германии: 09.05.2013.